# Nepeña
Nepeña es una localidad peruana capital del distrito homónimo, ubicado en la provincia de Santa en el departamento de Áncash. Se ubica aproximadamente a unos 35 km de la ciudad de Chimbote. Su valle es conocido por su producción de caña de azúcar.